# Gynocraterium
- Commons
- Wikispecies

Gynocraterium Bremek., segundo o Sistema APG II, é um gênero botânico da família Acanthaceae, natural das regiões tropicais da América do Sul.

## Espécie
Apresenta uma única espécie:
- Gynocraterium guianense
- «Lista das espécies»

## Nome e referências
Gynocraterium Bremekamp, 1939

## Classificação do gênero
| Sistema | Classificação                       | Referência            |
| ------- | ----------------------------------- | --------------------- |
| APG II  | Ordem Lamiales, família Acanthaceae | APweb, versão 9, 2008 |